# Balearic trance
La Balearic trance, Ibiza trance ou Balearic house, est un genre musical issu de la Balearic beat. Les premières compositions balearic trance peuvent être retracées quelques années après l'émergence du Balearic beat dans les années 1990.

## Caractéristiques
La Balearic trance est issue de la scène Balearic house des années 1980. Le style est lié à la trance et à la Balearic beat. Le genre garde un timbre musical « baléare » comme pour la Balearic beat, et se caractérise par un tempo plus rapide que ce dernier, à environ 125 à 145 BPM, typiquement à 130. « Cette musique semble capturer l'état d'esprit d'un coucher de soleil méditerranéen, sans doute grâce à l'usage d'instruments à cordes comme la guitare espagnole et la mandoline, accompagnés de choses associées à la mer Méditerranée comme l'océan, les oiseaux et d'autres choses également adaptées dans l'ambient trance. »

## Artistes représentatifs
Les artistes représentatifs du genre incluent notamment : Chicane, Energy 52, Humate, Roger Shah, et Solarstone.